# Níjniaia Siniatxikha
Níjniaia Siniatxikha (en rus: Нижняя Синячиха) és un poble de l'óblast de Sverdlovsk, a Rússia, segons el cens del 2010 tenia 595 habitants.